# Idiops versicolor
Espèce
Synonymes
- Acanthodon versicolor Purcell, 1903

Idiops versicolor est une espèce d'araignées mygalomorphes de la famille des Idiopidae.

## Distribution
Cette espèce est endémique du Zimbabwe.

## Description
La femelle holotype mesure 28 mm.

## Publication originale
- Purcell, 1903 : New South African spiders of the families Migidae, Ctenizidae, Barychelidae Dipluridae, and Lycosidae. Annals of the South African Museum, vol. 3, p. 69-142 (texte intégral).